# Black Diamond Equipment
Cet article possède un paronyme, voir Black Diamond.
Black Diamond Equipment est un créateur développeur, fabricant et distributeur de matériel d'escalade, de montagne, de ski et d'équipements de survie. 
La société  actuellement basée à Salt Lake City a été créée par  Chouinard Equipment Ltd.

## Histoire
Black Diamond a été fondée le 1er décembre 1989.
Black Diamond fabrique une partie de sa gamme de matériel d'escalade dans une installation de Salt Lake City, mais la plupart du matériel est, selon des spécifications, fabriquée en dehors des États-Unis, principalement en Chine.
En mai 2010 Black Diamond a été acquis pour 90 millions de dollars par Clarus Corporation, une société dirigée par Warren B. Kanders, précédemment directeur général de Armor Holdings, un fabricant de gilets pare-balles.

## Produits
Black Diamond produit du matériel très varié pour l'escalade. Elle est aussi connue pour avoir développé un système inspiré du coussin gonflable de sécurité automobile (« airbag ») conçu pour la survie dans une avalanche et avoir travaillé sur la survie (respiration) sous l'avalanche notamment par la filtration/exclusion du CO2 produit par la respiration.